# Knut Vollebæk
Knut Vollebæk (Oslo, 11 februari 1946) is een Noors diplomaat en christendemocratisch politicus.

## Levensloop
Vollebæk studeerde economie aan de Norges Handelshøyskole in Bergen en is een carrièrediplomaat.
In 1973 trad hij in dienst van het Noorse Ministerie van Buitenlandse Zaken. Na werkzaamheden in de Noorse ambassades in India, Spanje en Zimbabwe werd hij in 1991 zelf ambassadeur voor Midden-Amerika met zetel in Costa Rica. Vanaf 1991 werkte hij op verschillende posten bij de Verenigde Naties.
Vollebæk was van 1997 tot 2000 minister van Buitenlandse Zaken in het eerste kabinet van Kjell Magne Bondevik. Vanaf 1999 was hij tevens voorzitter van de Organisatie voor Economische Samenwerking en Ontwikkeling (OESO) en de Organisatie voor Veiligheid en Samenwerking in Europa (OVSE). Tussen 2001 en 2007 was hij de Noorse ambassadeur in de Verenigde Staten.
Op 18 juli 2007 werd Vollebæk benoemd tot hoge commissaris inzake Nationale Minderheden van de OVSE. Hij bekleedde deze functie zes jaar, tot augustus 2013.
- Gemeinsame Normdatei: 1198494654
- International Standard Name Identifier: 0000 0004 0931 4364
- Library of Congress Control Number: no98118652
- Virtual International Authority File: 302973770
- WorldCat: E39PBJh8KCX94QrH8dYrBf9MT3